# Ettrick (bykommun i Wisconsin)
Ettrick är en bykommun (village) i Trempealeau County i delstaten Wisconsin, USA. Den omges av kommunen med samma namn.